# Bourgs sur Colagne
Bourgs sur Colagne  est une commune française, située dans le département de la Lozère en région Occitanie.
De statut administratif commune nouvelle, elle est issue du regroupement le 1er janvier 2016 des deux communes de Chirac et Le Monastier-Pin-Moriès.

## Géographie

### Localisation

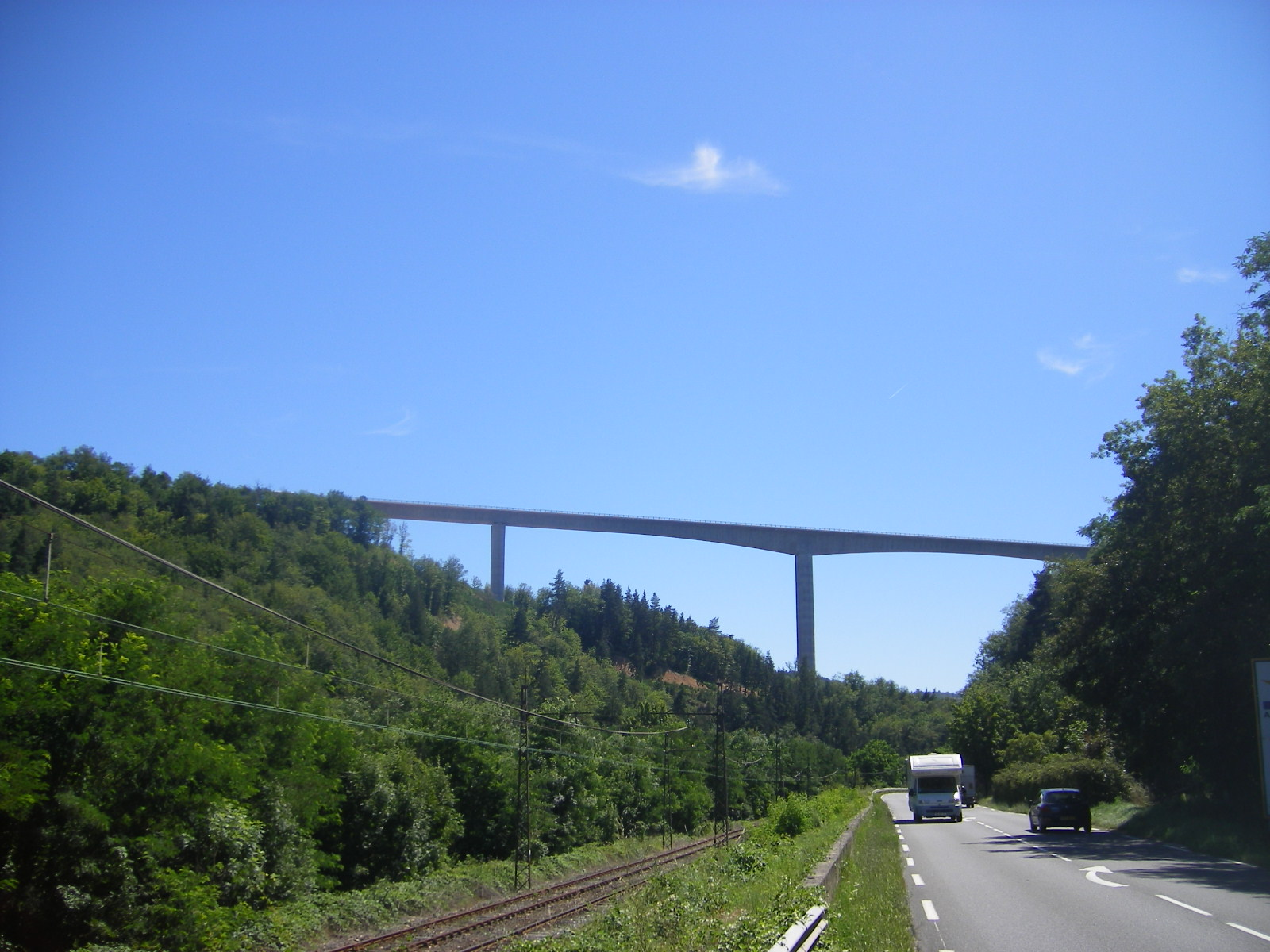
Le viaduc de la Colagne, près du village du Monastier, en Lozère.

Située en Lozère. Il y a trois villages : Chirac, Le Monastier et Pin-Moriès. Fait partie des Grands Causses.
Chirac compte à peu près 1 200 habitants. La localité est une voisine directe de Marvejols, deuxième ville de Lozère. On y trouve plusieurs services et petits commerces de proximité (boulangerie, restaurant, boucherie-charcuterie, école primaire publique, école primaire privée...). Une belle église se trouve au milieu du village.
Le Monastier est une localité de moins de 1 000 habitants voisine de Chirac. Elle est célèbre pour son église (église Saint-Sauveur).
Pin-Moriès est le plus petit des trois village. On y trouve une petite église.

### Communes limitrophes
Les communes limitrophes sont Les Salces, Antrenas, Marvejols, Palhers, Saint-Bonnet-de-Chirac, Saint-Laurent-de-Muret, Les Salelles, La Canourgue et Saint-Germain-du-Teil.
| Saint-Laurent-de-Muret | Antrenas          | Marvejols                            |
| Les Salces             | Bourgs sur Colagn | Palhers                              |
| Saint-Germain-du-Teil  | La Canourgue      | Saint-Bonnet-de-Chirac, Les Salelles |

### Hydrographie
La commune est traversée par la Colagne et riveraine, au sud, du Lot.

### Climat
Pour des articles plus généraux, voir Climat de l'Occitanie et Climat de la Lozère.
En 2010, le climat de la commune est de type climat des marges montargnardes, selon une étude s'appuyant sur une série de données couvrant la période 1971-2000. En 2020, Météo-France publie une typologie des climats de la France métropolitaine dans laquelle la commune est exposée à un climat de montagne ou de marges de montagne et est dans la région climatique Sud-est du Massif Central, caractérisée par une pluviométrie annuelle de 1 000 à 1 500 mm, minimale en été, maximale en automne.
Pour la période 1971-2000, la température annuelle moyenne est de 10,7 °C, avec une amplitude thermique annuelle de 16,4 °C. Le cumul annuel moyen de précipitations est de 1 157 mm, avec 10,3 jours de précipitations en janvier et 5,5 jours en juillet. Pour la période 1991-2020, la température moyenne annuelle observée sur la station météorologique la plus proche, située sur la commune de Montrodat à 6 km à vol d'oiseau, est de 10,1 °C et le cumul annuel moyen de précipitations est de 818,0 mm,. Pour l'avenir, les paramètres climatiques de la commune estimés pour 2050 selon différents scénarios d'émission de gaz à effet de serre sont consultables sur un site dédié publié par Météo-France en novembre 2022.

## Urbanisme

### Typologie
Au 1er janvier 2024, Bourgs sur Colagne est catégorisée bourg rural, selon la nouvelle grille communale de densité à sept niveaux définie par l'Insee en 2022.
Elle est située hors unité urbaine. Par ailleurs la commune fait partie de l'aire d'attraction de Marvejols, dont elle est une commune du pôle principal,. Cette aire, qui regroupe 10 communes, est catégorisée dans les aires de moins de 50 000 habitants,.

### Risques majeurs
Le territoire de la commune de Bourgs sur Colagne est vulnérable à différents aléas naturels : météorologiques (tempête, orage, neige, grand froid, canicule ou sécheresse), inondations, feux de forêts, mouvements de terrains et séisme (sismicité faible). Il est également exposé à deux risques technologiques,  le transport de matières dangereuses et la rupture d'un barrage, et à un risque particulier : le risque de radon. Un site publié par le BRGM permet d'évaluer simplement et rapidement les risques d'un bien localisé soit par son adresse soit par le numéro de sa parcelle.

#### Risques naturels
La commune fait partie du territoire à risques importants d'inondation (TRI) de Mende-Marvejols, regroupant 17 communes concernées par un risque de débordement du Lot et de la Colagne ainsi que de certains de leurs affluents, un des 18 TRI qui ont été arrêtés fin 2012 sur le bassin Adour-Garonne. Les événements antérieurs à 2014 les plus significatifs sont les crues du 5 novembre 1994, une crue cévenole de référence (3,95 m mesurés à Mende), et des 4 et 5 décembre 2003, une crue méditerranéenne (3,80 m mesurés à Mende). Des cartes des surfaces inondables ont été établies pour trois scénarios : fréquent (crue de temps de retour de 10 ans à 30 ans), moyen (temps de retour de 100 ans à 300 ans) et extrême (temps de retour de l'ordre de 1 000 ans, qui met en défaut tout système de protection). La commune a été reconnue en état de catastrophe naturelle au titre des dommages causés par les inondations et coulées de boue survenues en 1982, 1994, 2003 et 2020,.
Bourgs sur Colagne est exposée au risque de feu de forêt. Un plan départemental de protection des forêts contre les incendies (PDPFCI) a été approuvé en décembre 2014 pour la période 2014-2023. Les mesures individuelles de prévention contre les incendies sont précisées par divers arrêtés préfectoraux et s’appliquent dans les zones exposées aux incendies de forêt et à moins de 200 mètres de celles-ci. L’arrêté du 23 mars 2018, complété par un arrêté de 2020, réglemente l'emploi du feu en interdisant notamment d’apporter du feu, de fumer et de jeter des mégots de cigarette dans les espaces sensibles et sur les voies qui les traversent sous peine de sanctions. L'arrêté du 23 août 2021, abrogeant un arrêté de 2002, rend le débroussaillement obligatoire, incombant au propriétaire ou ayant droit,,.

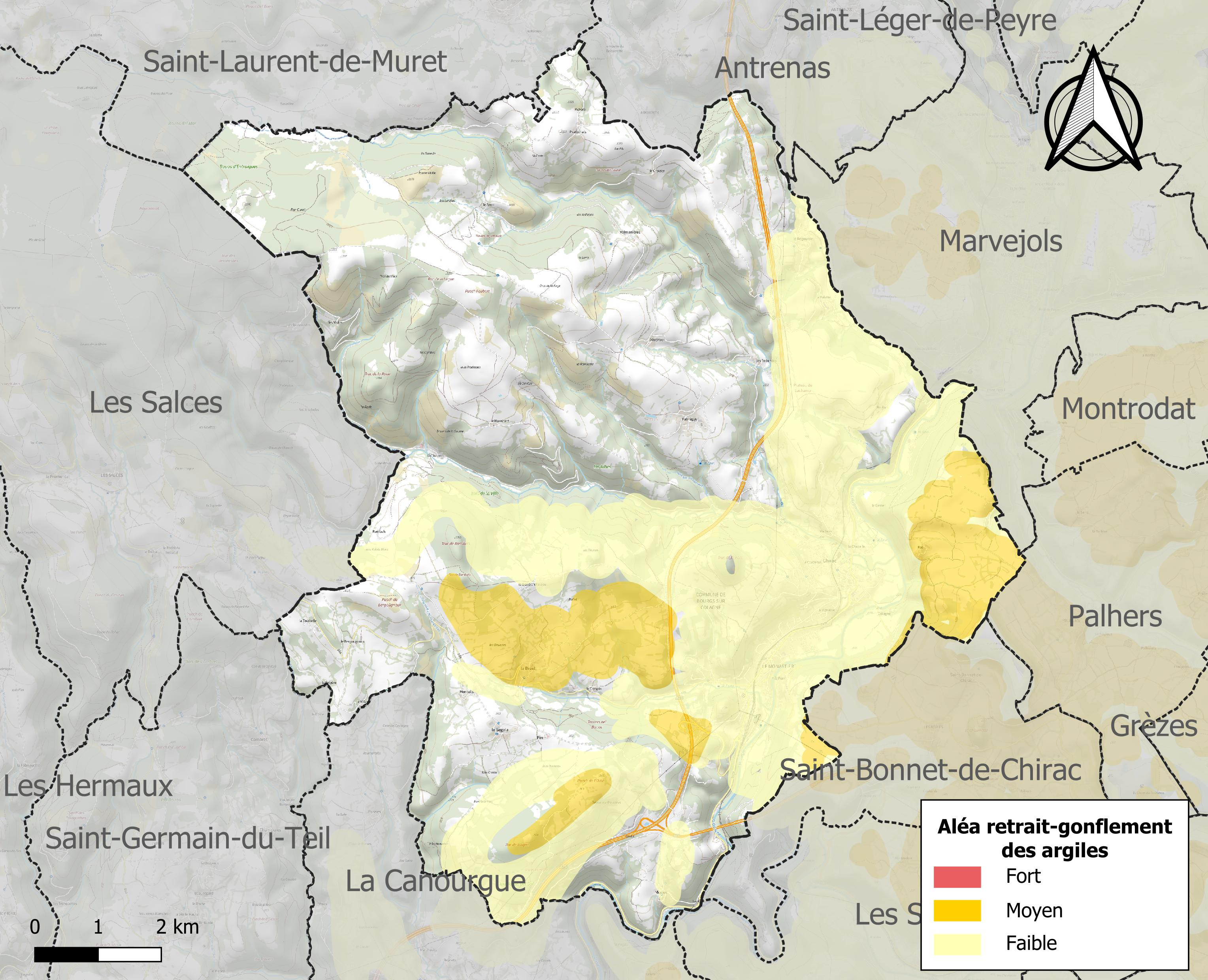
Carte des zones d'aléa retrait-gonflement des sols argileux de Bourgs sur Colagne.

Les mouvements de terrains susceptibles de se produire sur la commune sont des affaissements et effondrements liés aux cavités souterraines (hors mines), des éboulements, chutes de pierres et de blocs et des tassements différentiels. Par ailleurs, afin de mieux appréhender le risque d’affaissement de terrain, l'inventaire national des cavités souterraines permet de localiser celles situées sur la commune.
Le retrait-gonflement des sols argileux est susceptible d'engendrer des dommages importants aux bâtiments en cas d’alternance de périodes de sécheresse et de pluie. 9,3 % de la superficie communale est en aléa moyen ou fort (15,8 % au niveau départemental et 48,5 % au niveau national). Sur les 936 bâtiments dénombrés sur la commune en 2019,  35 sont en aléa moyen ou fort, soit 4 %, à comparer aux 14 % au niveau départemental et 54 % au niveau national. Une cartographie de l'exposition du territoire national au retrait gonflement des sols argileux est disponible sur le site du BRGM,.
Par ailleurs, afin de mieux appréhender le risque d’affaissement de terrain, l'inventaire national des cavités souterraines permet de localiser celles situées sur la commune.

#### Risques technologiques
Le risque de transport de matières dangereuses sur la commune est lié à sa traversée par des infrastructures routières ou ferroviaires importantes ou la présence d'une canalisation de transport d'hydrocarbures. Un accident se produisant sur de telles infrastructures est susceptible d’avoir des effets graves sur les biens, les personnes ou l'environnement, selon la nature du matériau transporté. Des dispositions d’urbanisme peuvent être préconisées en conséquence.
La commune est en outre située en aval du barrage du Charpal, un ouvrage de classe B. À ce titre elle est susceptible d’être touchée par l’onde de submersion consécutive à la rupture d'un de ces ouvrages.

#### Risque particulier
Dans plusieurs parties du territoire national, le radon, accumulé dans certains logements ou autres locaux, peut constituer une source significative d’exposition de la population aux rayonnements ionisants. Certaines communes du département sont concernées par le risque radon à un niveau plus ou moins élevé. Selon la classification de 2018, la commune de Bourgs sur Colagne est classée en zone 3, à savoir zone à potentiel radon significatif.

## Toponymie
Son nom témoigne de sa situation géographique, sur la rivière Colagne.

## Histoire
La création de la nouvelle commune, entérinée par l'arrêté du 15 décembre 2015, est effective le 1er janvier 2016, entraînant la transformation des deux anciennes communes en « communes déléguées ».

## Politique et administration

### Liste des maires
| Période        | Période               | Identité       | Étiquette | Qualité |
| -------------- | --------------------- | -------------- | --------- | --- |
| 7 janvier 2016 | 24 avril 2020 (décès) | Henri Boyer    | DVG       | Conseiller départemental de Bourgs sur Colagne (2015 → 2020) Vice-président du conseil départemental (2015 → 2020) Maire (2008 → 2015) puis maire délégué (2016 → 2020) de Chirac            |
| mai 2020       | En cours              | Lionel Bouniol | SE-DVD    | Enseignant en économie-gestion et développement du territoire Maire (2014 → 2015) puis maire délégué (2016 → 2020) du Monastier-Pin-Moriès 1er vice-président de la CC du Gévaudan (2020 → ) |

### Communes déléguées
| Nom                             | Code Insee | Intercommunalité | Superficie (km2) | Population (dernière pop. légale) | Densité (hab./km2) |
| ------------------------------- | ---------- | ---------------- | ---------------- | --------------------------------- | ------------------ |
| Le Monastier-Pin-Moriès (siège) | 48P03      | CC du Gévaudan   | 19,3             |                                   |                    |
| Chirac                          | 48049      | CC du Gévaudan   | 33,79            |                                   |                    |

### Circonscriptions électorales
À la suite du décret du 5 mars 2020, la commune est entièrement rattachée au canton de Bourgs sur Colagne, dont elle est le bureau centralisateur.

## Population et société

### Démographie

#### Évolution démographique
L'évolution du nombre d'habitants est connue à travers les recensements de la population effectués dans la commune depuis sa création.

En 2022, la commune comptait 2 077 habitants, en évolution de −4,24 % par rapport à 2016 (Lozère : +0,11 %, France hors Mayotte : +2,11 %).
| 2013  | 2014  | 2019  | 2022  |
| ----- | ----- | ----- | ----- |
| 2 115 | 2 136 | 2 092 | 2 077 |

#### Pyramide des âges
En 2018, le taux de personnes d'un âge inférieur à 30 ans s'élève à 28,9 %, soit un taux inférieur à la moyenne départementale (29,7 %) et le taux de personnes d'un âge supérieur à 60 ans (30,2 %) est inférieur au taux départemental (32,5 %).
En 2018, la commune comptait 1 005 hommes pour 1 110 femmes, soit un taux de 52,48 % de femmes, supérieur au taux départemental (50,04 %).
Les pyramides des âges de la commune et du département s'établissent comme suit :
| Hommes | Classe d’âge | Femmes |
| ------ | ------------ | ------ |
| 0,9    | 90 ou +      | 2,9    |
| 7,6    | 75-89 ans    | 10,0   |
| 20,1   | 60-74 ans    | 18,8   |
| 23,0   | 45-59 ans    | 22,5   |
| 17,4   | 30-44 ans    | 18,7   |
| 12,7   | 15-29 ans    | 9,7    |
| 18,3   | 0-14 ans     | 17,4   |

| Hommes | Classe d’âge | Femmes |
| ------ | ------------ | ------ |
| 1      | 90 ou +      | 2,8    |
| 9,1    | 75-89 ans    | 11,8   |
| 21,6   | 60-74 ans    | 21,1   |
| 21,5   | 45-59 ans    | 20,2   |
| 16,3   | 30-44 ans    | 15,9   |
| 15,5   | 15-29 ans    | 13,6   |
| 15     | 0-14 ans     | 14,6   |

## Économie
Les trois villages sont des localités rurales et vivent essentiellement de l'agriculture et de l'élevage, dans un département très peu peuplé et vivant essentiellement de cela.
Chirac compte plusieurs commerces et services de proximité (boulangerie, restaurant, boucherie-charcuterie, médecin généraliste, bureau de poste, camping, école primaire publique, école primaire privée...). Cela fait vivre le village et permet à ses habitants de disposer de commerces sur place.
Le Monastier dispose aussi de quelques commerces et services de proximité (bar-restaurant, hôtel, bureau de tabac, école...).
Le tourisme est important dans la région.

## Enseignement

### Primaire
- École primaire publique Marceau Crespin, à Chirac
- École primaire privée Sainte-Anglèle, à Chirac
- École primaire publique Claude Érignac, au Monastier

### Secondaire
- Collège de rattachement : collège Marcel Pierrel, à Marvejols.

## Culture locale et patrimoine

### Lieux et monuments
- Église Saint-Nicolas du Pin. L'édifice a été inscrit au titre des monuments historiques en 1986[32].
- Monastère Saint-Sauveur-de-Chirac. L'église Saint-Sauveur-de-Chirac a été classé au titre des monuments historiques en 1931[33].
- Église Saint-Romain de Chirac. L'édifice a été classé au titre des monuments historiques en 1922[34]. De nombreux objets sont référencés dans la base Palissy (voir les notices liées)[34].

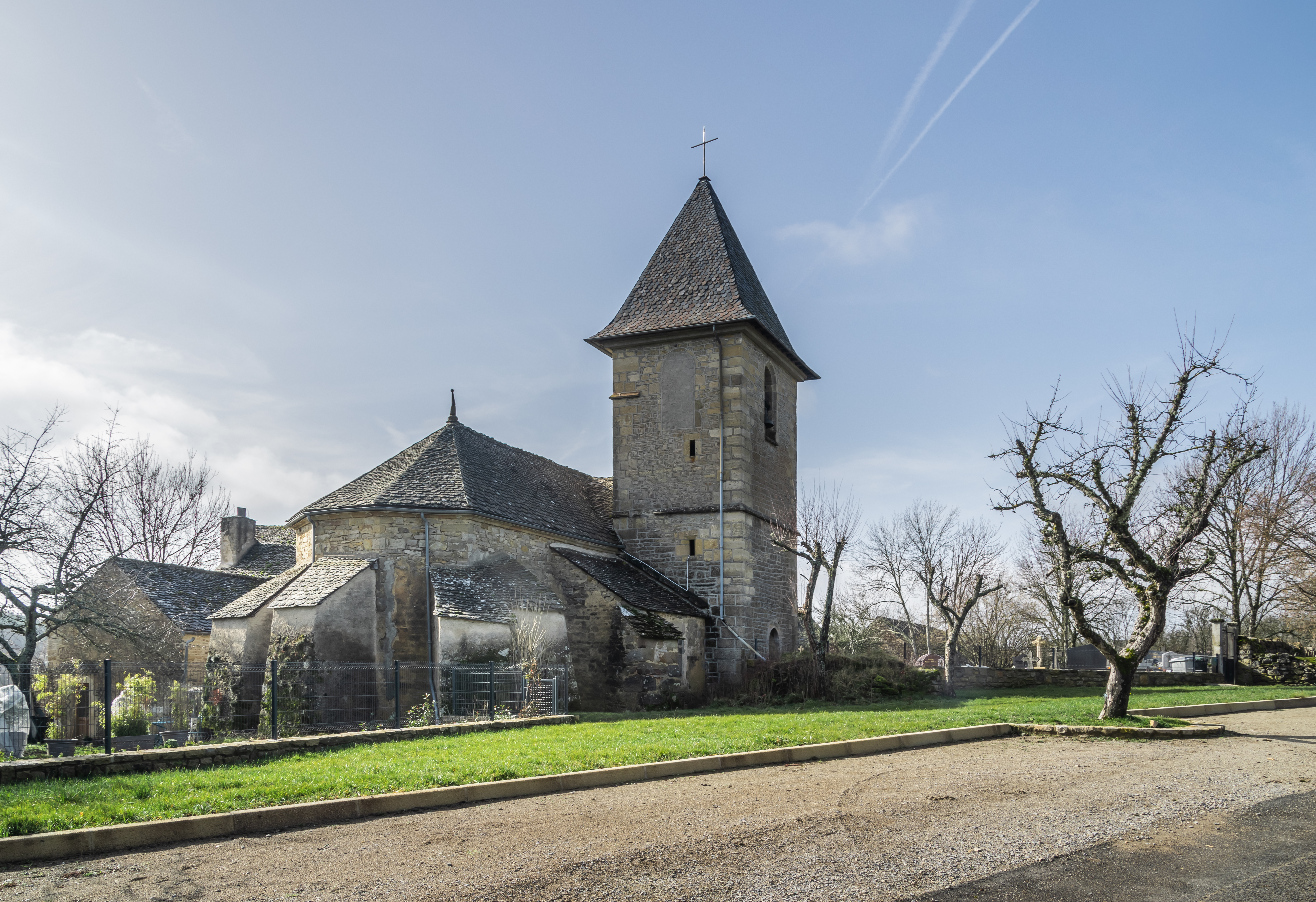
Église Saint-Nicolas du Pin
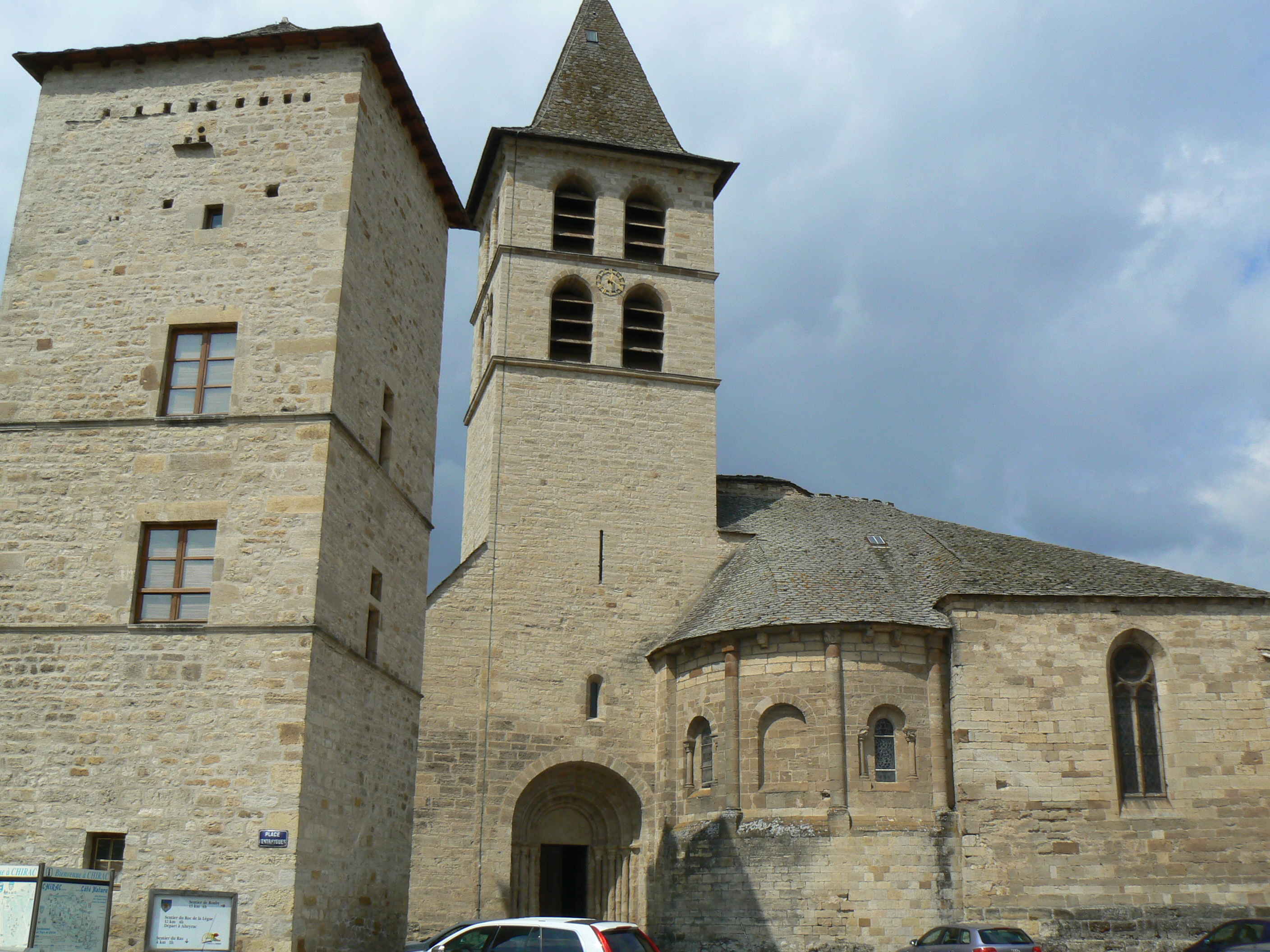
Église Saint-Romain de Chirac
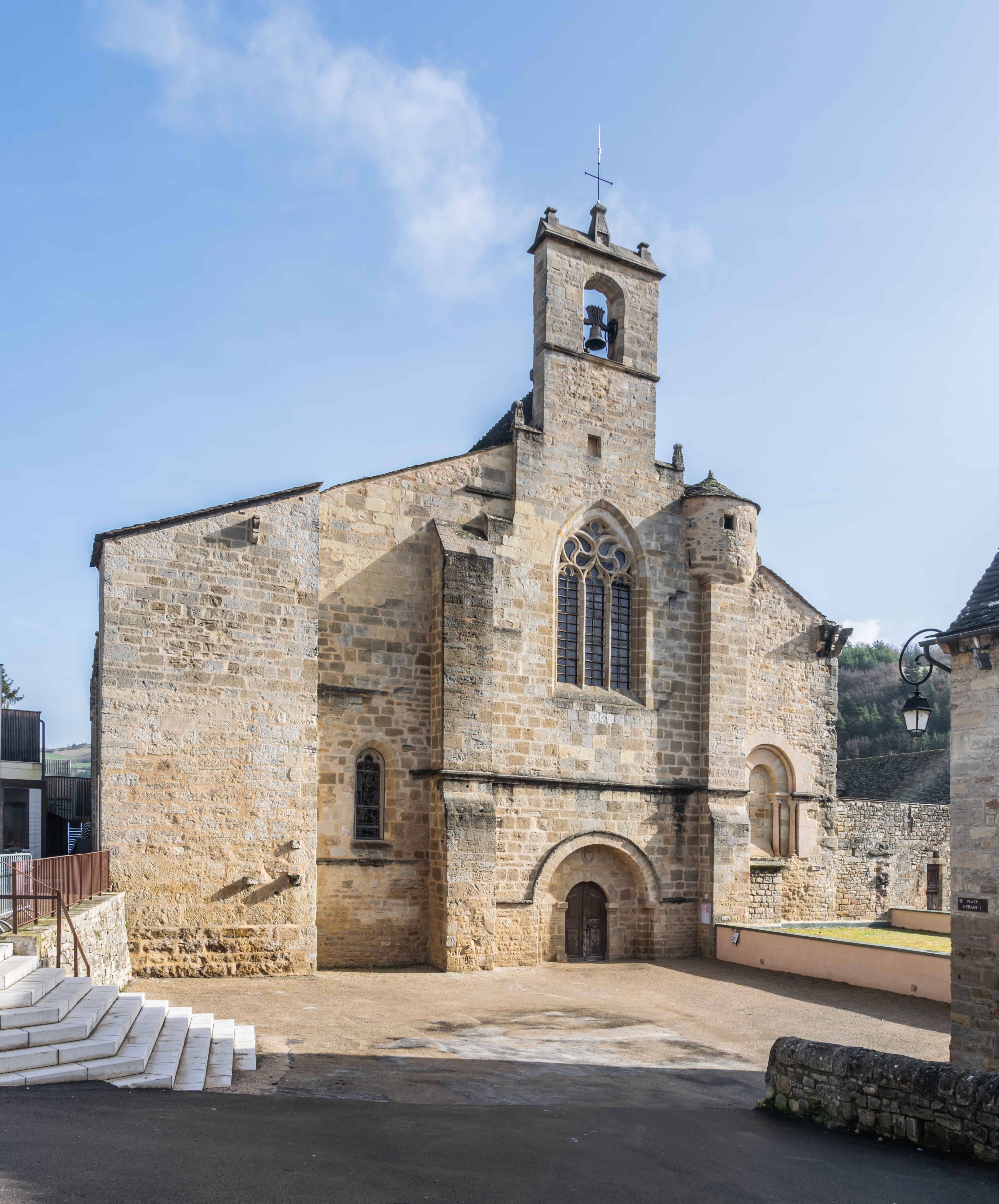
Église du monastère Saint-Sauveur-de-Chirac, actuellement église paroissiale du Monastier

### Personnalités liées à la commune
- Urbain V (1310-1370), pape à partir de 1362 en Avignon, fit son noviciat au monastère Saint-Sauveur-de-Chirac.